# Florence Open
Il Florence Open è un torneo professionistico di tennis giocato su campi in cemento. Fa parte dell'ITF Women's Circuit. Si gioca annualmente a Florence (Carolina del Sud) negli Stati Uniti.

## Albo d'oro

### Singolare
| Anno | Campione       | Finalista        | Punteggio     |
| ---- | -------------- | ---------------- | ------------- |
| 2012 | Mariana Duque  | Stéphanie Dubois | 4–6, 6–2, 6–1 |
| 2013 | Anna Tatišvili | Madison Brengle  | 6–2, 4–6, 6–4 |

### Doppio
| Anno | Campioni                         | Finalisti                   | Punteggio |
| ---- | -------------------------------- | --------------------------- | --------- |
| 2012 | Ulrikke Eikeri Akiko Ōmae        | Brooke Austin Hayley Carter | 6–1, 6–1  |
| 2013 | Anamika Bhargava Madison Brengle | Kristi Boxx Abigail Guthrie | 7–5, 7–5  |